# Michael Goodliffe

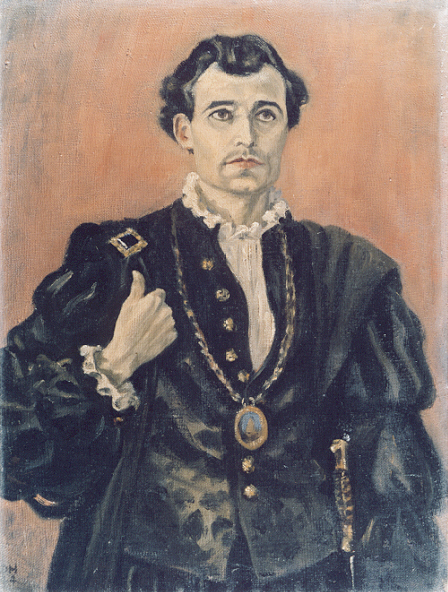
Gemälde von Michael Goodliffe in der Rolle des Hamlet

Michael Goodliffe (* 1. Oktober 1914 in Bebington, Merseyside; † 20. März 1976 in London) war ein britischer Schauspieler.

## Leben
Michael Goodliffe war nach seiner Ausbildung für mehrere Jahre Ensemblemitglied der Royal Shakespeare Company. Seine Schauspielerkarriere wurde durch den Zweiten Weltkrieg unterbrochen, dessen gesamte Dauer er im Militärdienst verbrachte. Ab 1946 stand er wieder auf der Bühne und trat ab 1948 auch im Kinofilm auf. Der distinguiert spielende und deutlich unterschätzte Goodliffe trat sowohl in Bühnen- als auch in Kinoproduktionen auf. Eine seiner bekanntesten Rollen war in der 1958er Verfilmung von „Titanic“. Sein filmisches Schaffen umfasst mehr als 130 Produktionen.
Am 20. März 1976 nahm er sich mit einem Sprung von der Feuerleiter eines Krankenhauses (u. a. wg. schwerster Depressionen) das Leben.

## Filmografie (Auswahl)
- 1951: Des Königs Admiral (Captain Horatio Hornblower R.N.)
- 1953: Im Schatten des Korsen (Sea Devils)
- 1955: Liebe, Tod und Teufel (Quentin Durward)
- 1955: Das Ende einer Affaire (The End of the Affair)
- 1956: Keiner ging an ihr vorbei (Wicked as They Come)
- 1956: Panzerschiff Graf Spee (The Battle of the River Plate)
- 1957: Einer kam durch (The one that got away)
- 1958: Die letzte Nacht der Titanic (A Night to Remember)
- 1958: Die gelbe Hölle (The Camp on Blood Island)
- 1959: Die 39 Stufen (The 39 Steps)
- 1959: Die weiße Falle (The White Trap)
- 1960: Augen der Angst (Peeping Tom)
- 1960: Die letzte Fahrt der Bismarck (Sink the Bismarck)
- 1960: Verschwörung der Herzen (Conspiracy of Hearts)
- 1961: Der Tag, an dem die Erde Feuer fing (The Day the Earth Caught Fire)
- 1962: Jigsaw
- 1963: Simon Templar (The Saint, Fernsehserie, 1 Folge)
- 1964: Die Strohpuppe (Woman of Straw)
- 1964: Die brennenden Augen von Schloss Bartimore (The Gorgon)
- 1964: Beim siebten Morgengrauen (The Seventh Dawn)
- 1964: Kampfgeschwader 633 (633 Squadron)
- 1965: Colonel von Ryans Express (Von Ryan's Express)
- 1966: Die Nacht der Generale (The Night of the Generals)
- 1966: Mit Schirm, Charme und Melone (The Avengers, Fernsehserie, 1 Folge)
- 1967: Minirock und Kronjuwelen (The Jokers)
- 1967: Der Mann mit dem Koffer (Man in a Suitcase, Fernsehserie, 1 Folge)
- 1968: Ein Mann wie Hiob (The Fixer)
- 1969: Die im Dreck krepieren (Gott mit uns – Dio è con noi)
- 1969: Randall & Hopkirk – Detektei mit Geist (Randall & Hopkirk (Deceased), Fernsehserie, 1 Folge)
- 1969: Callan (Fernsehserie, 5 Folgen)
- 1970: Cromwell – Krieg dem König (Cromwell)
- 1973: Hitler – Die letzten zehn Tage (Hitler: The Last Ten Days)
- 1974: Kein Pardon für Schutzengel (The Protectors, Fernsehserie, 1 Folge)
- 1974: James Bond 007 – Der Mann mit dem goldenen Colt (The Man with the Golden Gun)
- 1976: Die Braut des Satans (To the Devil a Daughter)